# Miss Supranational 2012
Miss Supranacional 2012 foi a 4ª edição do concurso de beleza feminina de Miss Supranacional. O concurso foi realizado nos Estúdios da TV "Hall Mera", pela primeira vez em Varsóvia, na Polônia com a participação de cinquenta e três (53) candidatas dos cinco continentes. A gala final foi agitada e embalada por diversos cantores, como os grupos polacos Afromental, IRA e Chemia. Sob apresentação de Marcin Kwaśny e Kuba Klawiter, com transmissão da TV4, a vencedora na ocasião foi a bielorrussa Katsiaryna Buraya.

## Resultados

### Colocações
| Posição                 | País e Candidata |

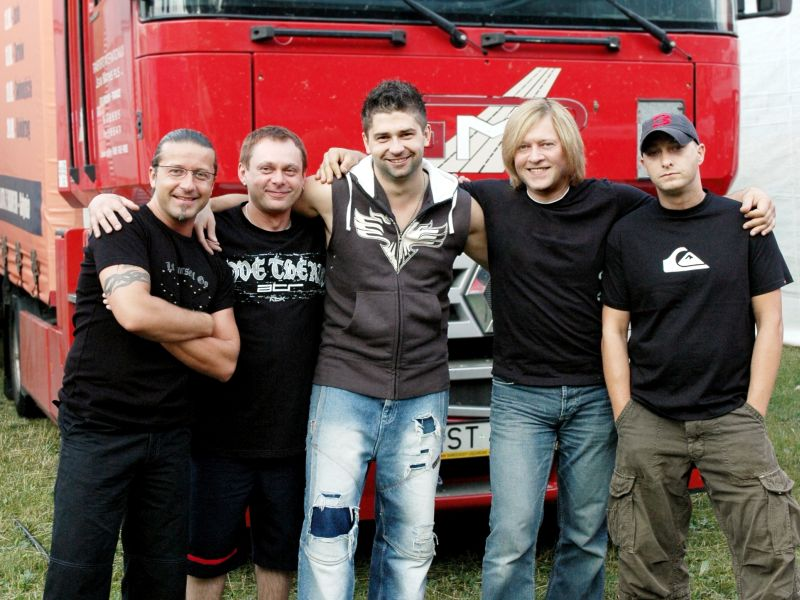
O grupo de rock polonês IRA participou do evento deste ano.

| Vencedora               | - Bielorrússia - Katsiaryna Buraya |
| 2º. Lugar               | - Tailândia - Nanthawan Wannachutha |
| 3º. Lugar               | - República Checa - Michaela Dihlova |
| 4º. Lugar               | - Filipinas - Elaine Kay Moll |
| 5º. Lugar               | - Equador - Zulay Castillo |
| (TOP 10) Semifinalistas | - Dinamarca - Julia Prokopenko - Islândia - Sigrún Ármannsdóttir - Panamá - Elissa Cortéz - Porto Rico - Gabriela Berríos - Suriname - Periskia Laing |
| (TOP 20) Semifinalistas | - África do Sul - Michelle Gildenhuys - Bósnia e Herzegovina - Ema Golijanin - Canadá - Katie Starke - Costa Rica - Kary Ramos - Espanha - Nieves Sánchez - França - Solène Froment - Honduras - Natalia Coto - Inglaterra - Rachael Howard - Polônia - Agnieszka Karasiewicz - República Dominicana - Chantel Martínez |

### Prêmios especiais
O concurso distribuiu os seguintes prêmios este ano: 
| Prêmio              | País e Candidata                     |

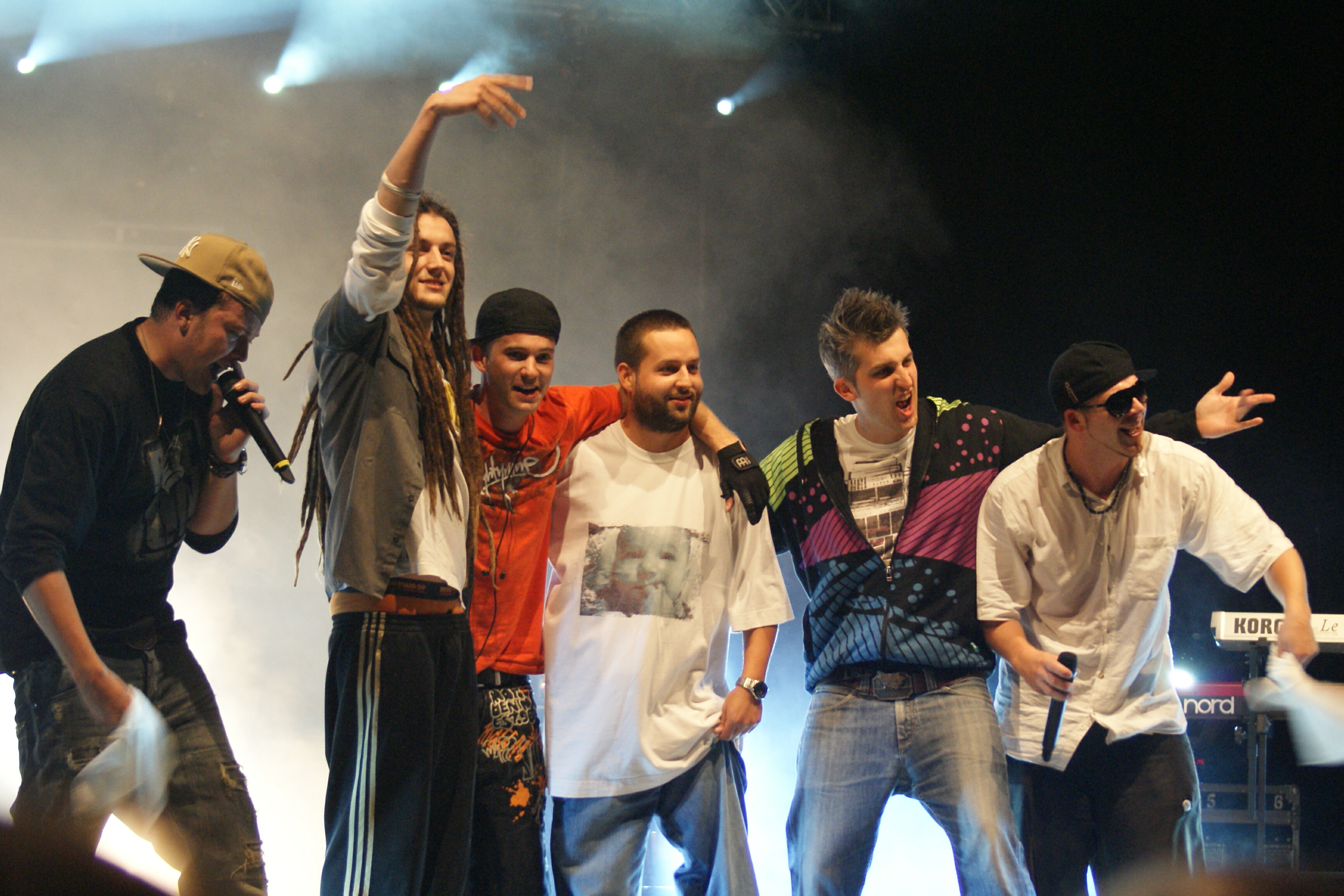
A banda de Hip hop Afromental também participou do concurso.

| Miss Simpatia       | - Namíbia - Ester Shatipamba         |
| Miss Fotogenia      | - República Checa - Michaela Dihlova |
| Miss Elegância      | - Portugal - Carmen Fernandes        |
| Miss Personalidade  | - Ruanda - Sabrina Kubwimana         |
| Melhor Traje Típico | - Cuba - Damaris Aguiar              |
| Miss Melhor Corpo   | - Equador - Zulay Castillo           |
| Miss St. George     | - Vietnã - Lại Hương Thảo            |
| Miss Internet 1     | - Tailândia - Nanthawan Wannachutha  |
| Miss Talento        | - Dinamarca - Julia Prokopenko       |
| Top Model           | - Canadá - Katie Starke              |

1. A vencedora do "Miss Internet" se classifica para o Top 20.

### Rainhas Continentes
As melhores candidatas classificadas por continente:
| Título              | País e Candidata                      |
| Rainha das África   | - África do Sul - Michelle Gildenhuys |
| Rainha das Américas | - Panamá - Elissa Cortéz              |
| Rainha da Ásia      | - Vietnã - Lại Hương Thảo             |
| Rainha da Europa    | - Dinamarca - Julia Prokopenko        |

## Candidatas
Disputaram o título este ano:
| - África do Sul - Michelle Gildenhuys - Albânia - Elidjona Rusi - Alemanha - Stephanie Ziolko - Bélgica - Emmely Polen - Belize - Thessalonia Logan - Bielorrússia - Katsiaryna Buraya - Bolívia - Adriana Benítez - Bósnia e Herzegovina - Ema Golijanin - Brasil - Mariane Silvestre - Canadá - Katie Starke - Costa Rica - Kary Ramos - Cuba - Damaris Aguiar - Dinamarca - Julia Prokopenko - Equador - Zulay Castillo - Escócia - Sunita Pall - Eslovênia - Lea Kern - Espanha - Nieves Sánchez - Estados Unidos - Yamile Mufdi | - Estônia - Maarja Tõnisson - Filipinas - Elaine Kay Moll - França - Solène Froment - Gabão - Victorie Okayi - Geórgia - Sopia Venetikian - Honduras - Natalia Coto - Hungria - Annamária Rákosi - Índia - Gunjan Saini - Inglaterra - Rachael Howard - Irlanda do Norte - Julie Montague - Islândia - Sigrún Ármannsdóttir - Israel - Nela Goldberg - Kosovo - Arselajda Buraku - Lituânia - Nora Sudaiytė - Macedônia - Milena Pandovska - Montenegro - Kristina Grbović - Namíbia - Ester Shatipamba - Nigéria - Osuemhegbe Ugonoh | - Noruega - Marie Selvik - País de Gales - Sophie Jayne Hall - Panamá - Elissa Cortéz - Polônia - Agnieszka Karasiewicz - Porto Rico - Gabriela Berríos - Portugal - Carmen Fernandes - República Checa - Michaela Dihlova - República Dominicana - Chantel Martínez - Romênia - Madalina Horlescu - Ruanda - Sabrina Kubwimana - Sérvia - Isidora Stančić - Suécia - Sandra Larsson - Suriname - Periskia Laing - Tailândia - Nanthawan Wannachutha - Turquia - Özlem Katipoğlu - Venezuela - Diamilex González - Vietnã - Lại Hương Thảo |

## Histórico

### Estatísticas

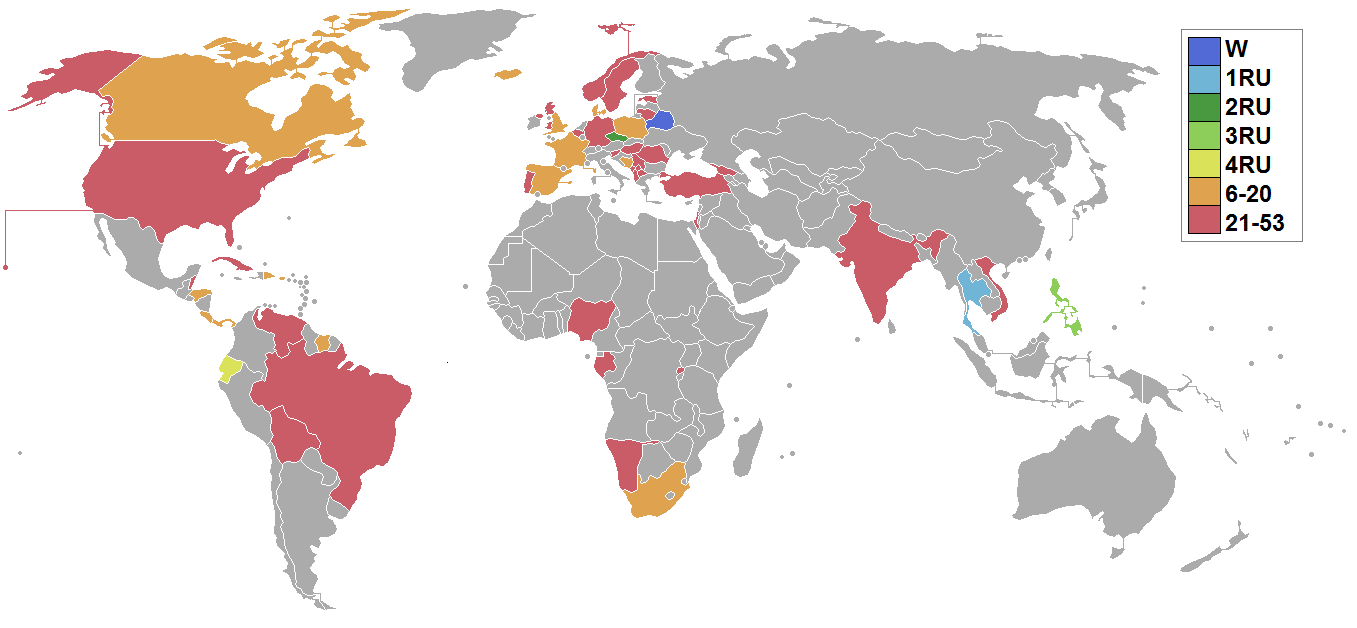
Países participantes e suas respectivas colocações.

Candidatas por continente:
- Europa: 28. (Cerca de 54% do total de candidatas)

- Américas: 14. (Cerca de 26% do total de candidatas)

- Ásia: 6. (Cerca de 11% do total de candidatas)

- África: 5. (Cerca de 9% do total de candidatas)

- Oceania: 0.

### Desistências
- Argentina - Natalia Ostrofsky

- Camarões - Johanna Akamba

- China - Jin Guo

- Colômbia - Diana Lemus

- Eslováquia - Barbora Klapačová

- Ucrânia - Olexandra Daschenko

### Candidatas em outros concursos
Candidatas deste ano com histórico em outras competições:
| Miss Mundo - 2011: Islândia - Sigrún Ármannsdóttir - (Representando a Islândia em Londres, na Inglaterra) Miss Internacional - 2010: Canadá - Katie Starke - (Representando o Canadá em Chengdu, na China) Miss Terra - 2010: Bósnia e Herzegovina - Ema Golijanin - (Representando a Bósnia em Nha Trang, no Vietnã) Miss Grand International - 2013: República Dominicana - Chantel Martínez - (Representando a República Dominicana em Bancoque, na Tailândia) Miss Global Beauty Queen - 2011: República Checa - Michaela Dihlova - (Representando a República Checa em Seul, na Coreia do Sul) Miss Globo - 2011: Alemanha - Stephanie Ziolko - (Representando a Alemanha em Tirana, na Albânia) | Miss Italia nel Mondo - 2009: Venezuela - Diamilex González (Top 15) - (Representando a Venezuela em Jesolo, na Itália) Miss Mundo Universitária - 2011: Bélgica - Emmely Polen - (Representando a Bélgica em Gangwon, na Coreia do Sul) Miss Model of the World - 2009: Bélgica - Emmely Polen - (Representando a Bélgica em Hangzhou, na China) - 2011: República Checa - Michaela Dihlova (Top 05) - (Representando a República Checa em Hangzhou, na China) Miss Atlântico Internacional - 2011: África do Sul - Michelle Gildenhuys (Vencedora) - (Representando a África do Sul em Punta del Este, no Uruguai) Top Model of the World - 2013: Espanha - Nieves Sánchez - (Representando a Espanha em El Gouna, no Egito) |